# FC 알마티
FC 알마티(카자흐어: Алматы Футбол Клубы)는 카자흐스탄의 축구 클럽으로, 카자흐스탄의 옛 수도이자 가장 큰 도시인 알마티를 연고로 하여, 2000년에 창단되었다. 현재 카자흐스탄 프리미어리그에서 활동하고 있다.
알마티는 처음에 FC 체스나(FC Tcesna)로 창단되었다. 2004년에 현재의 이름으로 바뀌었다. 2006년에는 클럽 역사상 처음으로 카자흐스탄컵에서 우승하였다. 리그에서의 최고 성적은 2006 시즌의 5위이다. 알마티와 FC 메가스포트는 합병을 발표하고 새 팀의 연고지는 아스타나로 이전하고 명칭은 FC 로코모티브 아스타나로 결정하였다. 새롭게 만들어진 로코모티브 팀은 알마티의 2008년의 카자흐스탄컵 준우승 팀 자격을 이어받아 UEFA 유로파리그 2009-10에 나가게 되었으나 UEFA 라이센스가 없어 나가지 못했다.

## 클럽 역사
- 2000년 : FC 체스나 (Tcesna)로 창단
- 2004년 : FC 알마티 (Almaty)로 변경
- 2009년 : FC 메가스포트와 합병하여 FC 로코모티브 아스타나로 재창단됨.

## 역대 우승기록
- 카자흐스탄컵

우승 (1): 2006
- 카자흐스탄컵 준우승

우승 (1): 2008

## 유럽 대회 성적
| 시즌    | 대회   | 라운드     |            | 클럽                | 1차전 | 2차전 |
| ------- | ------ | ---------- | ---------- | ------------------- | ----- | ----- |
| 2007-08 | UEFA컵 | 예선 1회전 | 슬로바키아 | 비온 즐라테모라우체 | 1-3   | 1-1   |

- 굵은 글씨가 홈경기.

## 역대 감독
| 감독            | 임기 |
| --------------- | ---- |
| 베른트 슈토르크 | 2008 |